# トレイゾ
トレイゾ（伊: Treiso）は、イタリア共和国ピエモンテ州クーネオ県にある、人口約800人の基礎自治体（コムーネ）。

## 地理

### 位置・広がり
| 隣接するコムーネは以下の通り。 - アルバ - バルバレスコ - ネイヴェ - ネヴィーリエ - トレッツォ・ティネッラ |

#### 地震分類
イタリアの地震リスク階級 (it) では、4 に分類される
。

## 行政

### 分離集落
トレイゾには、以下の分離集落（フラツィオーネ）がある。
- Canta, Giacosa, Meruzzano, Pertinace